# Satyrium amblyosaccos
Satyrium amblyosaccos är en orkidéart som beskrevs av Rudolf Schlechter. Satyrium amblyosaccos ingår i släktet Satyrium och familjen orkidéer. Inga underarter finns listade i Catalogue of Life.